# Ключ 58
Ключ 58 (трад. и упр. 彐, 彑, ⺕) — ключ Канси со значением «рыло»; один из 31, состоящих из трёх штрихов.
В словаре Канси есть 25 символов (из 49 030), которые можно найти c этим радикалом.

## История
Древняя идеограмма, несмотря на её редкое употребление, была выделена в самостоятельный ключевой знак.
Как правило, он располагается в верхней части сложных иероглифов в виде ⺕.
Самостоятельно не используется.
В качестве ключа может принимать форму 彑.

Техника написания
Техника написания
Вид в малой печати Чжуаньшу

В словарях находится под номером 58.

## Значение
1. Голова свиньи.
2. Рыло.
3. Позор.
4. Характер (в значении «плохой характер»)

## Варианты прочтения
- кит. 彐, 彑, ⺕, пиньинь jì, цзи.
- яп. けい, kei, кей.
- кор. 돼지머리 dwaeji meori, двейджи меори?, 계 gye, гэ?.

## Примеры иероглифов
| Доп. штрихи | Иероглифы |
| ----------- | --------- |
| 0           | 彐 彑 ⺕  |
| 2           | 归        |
| 3           | 当        |
| 5           | 㣇 彔 录  |
| 6           | 彖        |
| 8           | 彗        |
| 9           | 彘        |
| 10          | 彚 彙     |
| 13          | 彛 彜 㣈  |
| 15          | 彝 彞     |
| 16          | 彟        |
| 23          | 彠        |

- Примечание: Ваш браузер может отображать иероглифы неправильно.